# Lori des Fidji
Vini solitarius
Espèce
Statut de conservation UICN

 LC  : Préoccupation mineure
Statut CITES
Le Lori des Fidji (Vini solitarius) est une espèce d'oiseaux de la famille des Psittacidae. Il vit dans une aire restreinte de la forêt tropicale humide et des cocoteraies côtières des îles Fidji.

## Description
Le Lori des Fidji mesure environ 20 cm. Il présente un plumage à dominante verte pour les parties supérieures et rouge pour les inférieures.
Un léger dimorphisme sexuel existe : le mâle a le front, la calotte et une partie de la nuque violet et la femelle violet plus clair.
Le bas de la nuque, les côtés du cou et les ailes sont verts. Le reste du cou, les joues, la gorge, la poitrine et le ventre sont rouge vif. Une bande ventrale violette contraste nettement avec le vert du dessous de la queue. Le bec est orange. Les iris sont brun rouge et les pattes roses.

## Alimentation
Cet oiseau a une préférence très marquée pour les fleurs des cocotiers.

## Reproduction
Cet oiseau construit son nid dans le creux d'un nid.

## État de conservation
En dépit de la déforestation des forêts tropicales sur l'archipel, cet oiseau n'est pas menacé et ses effectifs sont stables.
En effet il fait partie des rares espèces d'oiseaux natives de l'archipel à s'adapter aux milieux façonnés par l'Homme (y compris les villes), et à l'introduction de végétaux horticoles (comme les cocotiers, dont il apprécie les plantations) et invasifs.

### Source
- Mario D. & Conzo G. (2004) Le grand livre des perroquets. de Vecchi, Paris, 287 p.